# Нижньотроїцький
Нижньотро́їцьке (рос. Нижнетроицкое, башк. Түбәнге Троицк) — село (в минулому селище міського типу) у складі Туймазинського району Башкортостану, Росія. Адміністративний центр та єдиний населений пункт Нижньотроїцької сільської ради.
Населення — 4008 осіб (2010; 3777 у 2002).
У період 1927-2004 років село мало статус селища міського типу.